# Байкошкар
Байкошкар (каз. Байқошқар) — село в Аягозском районе Абайской области Казахстана. Административный центр и единственный населённый пункт Байкошкарского сельского округа. Код КАТО — 633449100.

## Население
В 1999 году население села составляло 932 человека (466 мужчин и 466 женщин). По данным переписи 2009 года, в селе проживало 628 человек (336 мужчин и 292 женщины).